# Olga av Grekland, hertiginna av Aosten
Olga av Grekland, hertiginna av Apulien (grekiska: Πριγκίπισσα Όλγα της Ελλάδας), född den 17 november 1971, är dotter till författaren prins Michael av Grekland och hans fru Marina Karella. Hon gifte sig 2008 med prins Aimone, hertig av Apulien.